# Яструб заїрський
Яструб заїрський (Accipiter toussenelii) — хижий птах роду яструбів, родини яструбових ряду яструбоподібних. Мешкає в Західній Африці.

## Опис
Довжина птаха — 36–48 см, розмах крил — 55–80 см. Виду притаманний статевий диморфізм: самці важать 150—240 г, самки — 270—365 г.
У східних підвидів (A. t. toussenelii, A. t. canescens) верхня частина тіла темно-сіра, голова світло-сіра, черевце рудувато-біле з білими плямами. Хвіст чорний з великими білими плямами. У молодих птахів спина чорнувата, живіт — білий з темними плямами.
У західних підвидів (A. t. macroscelides, A. t. lopezi) верхня частина тіла темно-сіра, горло — сірувате, низ тіла — рудий з численними смужками. На хвості — три білі плями. Молоді птахи мають темно-коричневу спину і білий живіт із коричневими плямами.

## Поширення і екологія
Більшість систематиків поділяє вид на дві групи по два підвиди: східну та західну. Східна група мешкає в басейні Конго, в Габоні та на півдні Камеруну (A. t. toussenelii, A. t. canescens); західна — від Сенегалу до західного Камеруну (A. t. macroscelides, A. t. lopezi).
Яструб заїрський населяє рівнинні тропічні ліси, мангрові зарості, лісові ділянки біля водойм, плантації, парки й сади.
Живе переважно на висотах до 1200 м, іноді трапляється до 2000 м над рівнем моря.

## Таксономія
Іноді вважається підвидом ангольського яструба. Деякі дослідники пропонують виокремити західні підвиди в окремий вид — Accipiter macroscelides.
Виділяють чотири підвиди:
- A. t. macroscelides (Hartlaub, 1855) — від Сенегалу до західного Камеруну;
- A. t. lopezi (Alexander, 1903) — на острові Біоко;
- A. t. toussenelii (J. Verreaux, E. Verreaux і Des Murs, 1855) — південний Камерун, Габон, північний і західний ДР Конго;
- A. t. canescens (Chapin, 1921) — схід ДР Конго, західна Уганда.

## Раціон
Полює на амфібій, прісноводних крабів, дрібних птахів і ссавців, великих комах і равликів.

## Розмноження
Гніздування триває з липня по лютий. Гніздо діаметром до 40 см і заввишки до 45 см розташовується на висоті 6–20 м. Кладка — 2–3 яйця. Інкубація триває 4–5 тижнів, вильоток — через 32–36 днів.

## Збереження
Поширений і чисельний вид. За класифікацією МСОП має статус «найменший ризик».